# Eleutherodactylus furcyensis
Eleutherodactylus furcyensis är en groddjursart som beskrevs av Shreve och Williams 1963. Eleutherodactylus furcyensis ingår i släktet Eleutherodactylus och familjen Eleutherodactylidae. IUCN kategoriserar arten globalt som akut hotad. Inga underarter finns listade i Catalogue of Life.